# Irene Polo
Irene Polo i Roig (* 27. November 1909, Barcelona; † 3. April 1942, Buenos Aires) war eine feministische, republikanische, katalanische Journalistin, Publizistin, Übersetzerin und Theatermanagerin, die im argentinischen Exil starb. Sie gehörte zu den ersten Journalistinnen und Redakteurinnen in den katalanischen Medien während der 1930er Jahre.

## Familie und Ausbildung
Sie wurde in eine bescheidene Familie in Barcelonas Stadtteil Pueblo Seco hineingeboren. Ihr Vater, Antonio Polo, war Polizist (Guardia Civil) und starb früh; ihre Mutter, Francisca Rojo, musste die Familie mit Hilfe ihrer ältesten Tochter Irene ernähren, die zwei jüngere Schwestern hatte: Rosario (1913–1984) und María (1911–1983). Irene war Autodidaktin, denn für akademische Studien reichte das Geld der Familie nicht.

## Berufsleben
Journalistin in Spanien
Bevor sie sich ausschließlich dem Journalismus widmete, arbeitete sie als Leiterin der Öffentlichkeitsarbeit für die Filmproduktionsfirma Gaumont. Sie begann ihre journalistische Karriere 1930 bei der Zeitschrift Mirador und übte diesen Beruf bis 1936 in Barcelona leidenschaftlich und überzeugt aus.

«Apareció en las redacciones barcelonesas en los momentos en que unas cuantas mujeres audaces intentaban ocupar puestos de trabajo que hasta entonces habían pertenecido a los hombres y éstos lanzaron las habituales pullas contra las que pretendían ser sus iguales. Irene Polo advirtió la batalla que se avecinaba y alzó su voz.»

„Sie erschien in den Nachrichtenredaktionen von Barcelona zu einer Zeit, als einige mutige Frauen versuchten, Jobs zu besetzen, die bis dahin Männern gehört hatten, und diese den üblichen Spott gegen diejenigen äußerten, die behaupteten, ihnen ebenbürtig zu sein. Irene Polo warnte vor der bevorstehenden Schlacht und erhob ihre Stimme.“

Die in diesen Jahren in Imatges, La Humanitat, La Rambla, L'Opinió, L'Instant und Última Hora veröffentlichten Artikel und Interviews sind ein wertvolles, ironisches und brillantes Zeugnis der damaligen Gesellschaft und Politik: die Themen reichten von der Mode – der Einführung von Damenhosen, das Auftauchen des Ausschnitts – bis hin zu Berichten über soziale Missstände – Betteln in Barcelona, die armseligen Lebensbedingungen von Arbeitern und Einwanderern – oder politische Bewusstseinsbildung – wie der Bericht, in dem sie sich als Anhängerin der republikfeindlichen und rechtsextremistischen Juventudes de Acción Popular („Jugend der Volksaktion“) ausgab, oder die Artikel über Zensurmassnahmen, deren Opfer sie selbst wurde.
Als Sonderkorrespondentin berichtete sie über so relevante Ereignisse wie den Prozess in Madrid gegen die abgesetzte katalanische Regierung wegen der Ereignisse vom Oktober 1934 oder die revolutionären Streiks in den Minen von Sallent und Suria. Sie nahm 1933 teil an der Gründung der Agrupación Profesional de Periodistas („Berufsverband der Journalistinnen“), dessen stellvertretende Vorsitzende sie bis 1935 war.
Amerika
1936 plötzlich stellte sie ihre bemerkenswerte journalistische Arbeit in Spanien ein und reiste als Pressesprecherin und Managerin der Theatergruppe von Margarita Xirgu mit Stücken von Federico Garcia Lorca durch verschiedene amerikanische Länder wie Mexiko, Kuba, Kolumbien, Venezuela, Perú, Chile, Uruguay und Argentinien. Zuvor machte sie jedoch Halt in Galizien, wo sie den Politiker Casares Quiroga interviewte. Als die Gruppe 1939 aufgelöst wurde, blieb Irene Polo, die nach Ende des Spanischer Bürgerkriegs nicht nach Barcelona zurückkehren konnte, im Exil in Buenos Aires. Dort arbeitete sie als Übersetzerin für Französisch und Englisch für die Verlage Hachette, Juventud Argentina, Losada und Sopena und war Werbeleiterin für eine Parfümerie-Kette. 1941 erkrankte sie an einer Depression, im Alter von 32 Jahren beging sie Selbstmord. Begraben wurde sie auf dem Chacarita-Friedhof von Buenos Aires ohne Grabstein.

## Rezeption
«...podremos escuchar las voces que se alzaron para rescatar su figura y definirla: «pionera del periodismo contemporáneo», «una mirada única y original», «intrépida reportera», «apasionada y beligerante», «dueña de una prosa incisiva, irónica», «una leyenda del periodismo puro y duro», «cronista de la calle», «maestra de las formas breves», «cultora de un estilo fresco», «innovadora para su época», «un gran instinto y pasión por ir detrás de la noticia», «la mejor periodista de la República».»

„Wir werden die Stimmen hören können, die erhoben wurden, um ihre Person nicht zu vergessen und sie zu beschreiben: „Pionierin des zeitgenössischen Journalismus“, „ein einzigartiger und origineller Look“, „eine unerschrockene Reporterin“, „leidenschaftlich und kriegerisch“, „Besitzerin prägnanter, ironischer Prosa“, „eine Legende des reinen und einfachen Journalismus“, „Straßenchronistin“, „Meisterin der kurzen Formen“, „Kultivatorin eines frischen Stils“, „innovativ für ihre Zeit“, „ein großer Instinkt und eine Leidenschaft für die Sache hinter der Nachricht“, „die beste Journalistin der Republik“.“

## Schriften (Auswahl)
Einzelne Artikel
- Barcelona-Sitges-Barcelona, amb Buster Keaton, Lluís Alonso i Norma i Natàlia Talmadge. In: Imatges, 3. September 1930.
- “Any nou, vida nova”. Ara va de debò. Com veuen algunes dones catalanes l’any 1932 el primer que estrena la República i que inicia una era nova per al nostre Feminisme. In: La Rambla, 28. Dezember 1931
- Feminisme. Clara Campoamor i el vot de les dones. In: La Humanitat, 13. Januar 1932.
- Jornades tràgiques. Sallent, el cau de l’angúnia. In: La Rambla, 16. Januar 1933.
- Dret de defensa. El primer moviment d’Aliança Obrera. In: La Rambla, 19. März 1934.
- Les modistes que aquesta nit no aniran a ballar. In: Última Hora, 13. Dezember 1935.
- La Xirgu parla de Valle-Inclán a Última Hora. In: Última Hora, 7. Januar 1936.

Sammlungen
- Ana Crespo Bordes, Judit Canela (Hrsg.): Irene Polo, una reportera excepcional. La Mar de Fàcil Editorial, Barcelona 2018, ISBN 978-84-947042-7-7.
- Gloria Santa-Maria, Pilar Tur (Hrsg.): La fascinació del periodismo. Cròiqes 1930-1936. Quaderns Crema, Barcelona 2003.
- Irene Polo: Cròniques, reportatges, entrevistes. Stroligut, 2024, (katalanisch).